# Hartwig Fischer
Hartwig Fischer (* 14. prosince 1962, Hamburk) je německý historik umění. Byl ředitelem Folkwang Museum, Staatliche Kunstsammlungen Dresden a od roku 2016 je ředitelem British Museum v Londýně.

## Život
Hartwig Fischer studoval dějiny umění, historii a klasickou archeologii v Bonnu, Paříži, Římě a Berlíně. Hovoří německy, francouzsky, italsky a anglicky. V roce 1994 obhájil doktorát na univerzitě v Bonnu prací o drážďanském malíři Hermannu Prellovi a pruském velvyslanectví, později německém archeologickém ústavu v Palazzo Caffarelli v Římě. Poté pracoval v Kunstmuseum Bonn a od roku 1993 do roku 2000 pracoval jako vědecký asistent a náměstek ředitele v Kunstmuseum Basel. Od roku 2001 byl konzervátorem pro 19. století a klasické moderní umění (1800-1960). Jako kurátor připravil výstavy Schwitters Arp (2004), Covering the Real (2005) a Kandinsky (2006/2007, s Bernhardem Mendesem Bürgim). Od roku 2006 zastával funkci ředitele v Folkwang Museum v Essenu. Pod jeho vedením sbírka rostla významnými nákupy a dary a za jeho působení bylo postavena v letech 2007-2009 nová budova podle návrhu architekta Davida Chipperfielda.
V prosinci 2011 byl Fischer jmenován nástupcem Martina Rotha na místo generálního ředitele Staatliche Kunstsammlungen Dresden. Od 1. dubna 2016 vystřídal, jako první cizinec od roku 1866, Neila MacGregora na místě ředitele British Museum.
Fischer jako ředitel British Museum odmítl názor Jeremy Corbyna, že by řecké vlysy z Partenonu (tzv. Elgin Marbles), které lord Elgin odvezl do Anglie v letech 1799-1810 se svolením tehdejší otomanské vlády a roku 1816 je od něj odkoupila vláda pro British Museum, měly být vráceny Řecku.